# Stor-Kalvtjärnen
Stor-Kalvtjärnen är en sjö i Bräcke kommun i Jämtland och ingår i Ljungans huvudavrinningsområde. Sjön har en area på 0,141 kvadratkilometer och ligger 388,2 meter över havet.

## Delavrinningsområde
Stor-Kalvtjärnen ingår i det delavrinningsområde (695051-147534) som SMHI kallar för Utloppet av Västra Stugusjön. Medelhöjden är 421 meter över havet och ytan är 29,61 kvadratkilometer. Det finns inga avrinningsområden uppströms utan avrinningsområdet är högsta punkten. Märlan (Tvärån) som avvattnar avrinningsområdet har biflödesordning 3, vilket innebär att vattnet flödar genom totalt 3 vattendrag innan det når havet efter 213 kilometer. Avrinningsområdet består mestadels av skog (83 procent). Avrinningsområdet har 3,4 kvadratkilometer vattenytor vilket ger det en sjöprocent på 11,5 procent.